# Pyotr Chardynin
Pyotr Chardynin (28 de janeiro de 1872 - 14 de agosto de 1934) foi um diretor de cinema russo e ucraniano, trabalhando no estúdio cinematográfico de Odessa.